# Контроллер водителя
Контро́ллер водителя, контроллер машиниста — многопозиционный коммутационный аппарат, с помощью которого водитель управляет режимом работы тяговых электродвигателей или дизельного двигателя. В электротехнике словом «контроллер» обозначается групповой силовой аппарат, включенный в цепи большого тока, и контроллеры водителя первых трамваев действительно были включены прямо в силовую цепь. В дальнейшем управление было сделано косвенным (контроллер управляет силовыми аппаратами, стоящими вне кабины), но традиционное название сохранилось.

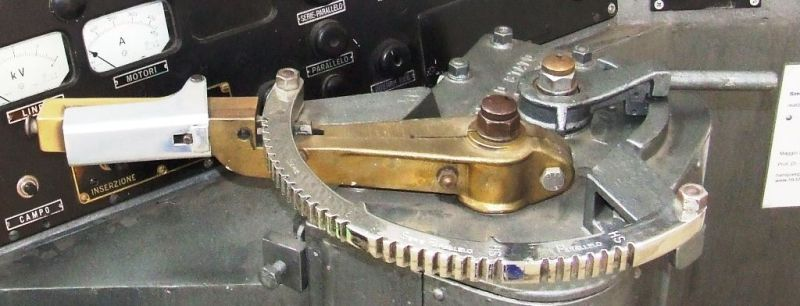
Контроллер итальянского электровоза E636

## Непосредственная система управления
При непосредственной системе управления контроллер водителя коммутирует ток непосредственно через тяговые двигатели. Такие контроллеры имеют большое количество позиций (до 30) и контактов с дугогасительными устройствами. 

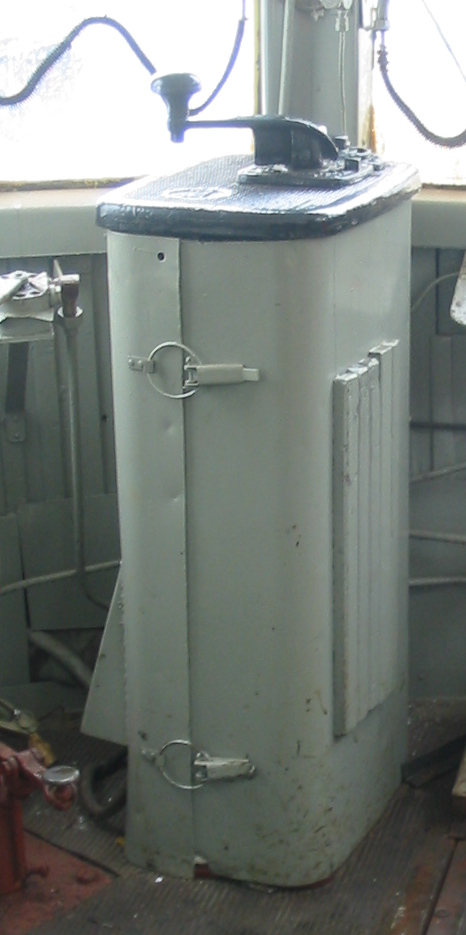
Контроллер снегоочистителя ГС-4

Контроллеры водителя при непосредственной системе управления имеют большую массу (например контроллер МТ-22 имеет массу 170 кг), повышенную электрическую и пожарную опасность. Вращение ручки таких контроллеров сопряжено с большими усилиями (водители звали контроллер «кофемолкой» за схожесть формы ручки). На троллейбусах контроллеры непосредственной системы управления вышли из употребления в 40-х годах, а на трамваях — в 50-х — 60-х. Также такие контроллеры используются на козловых и мостовых кранах.

## Реостатно-контакторная система управления

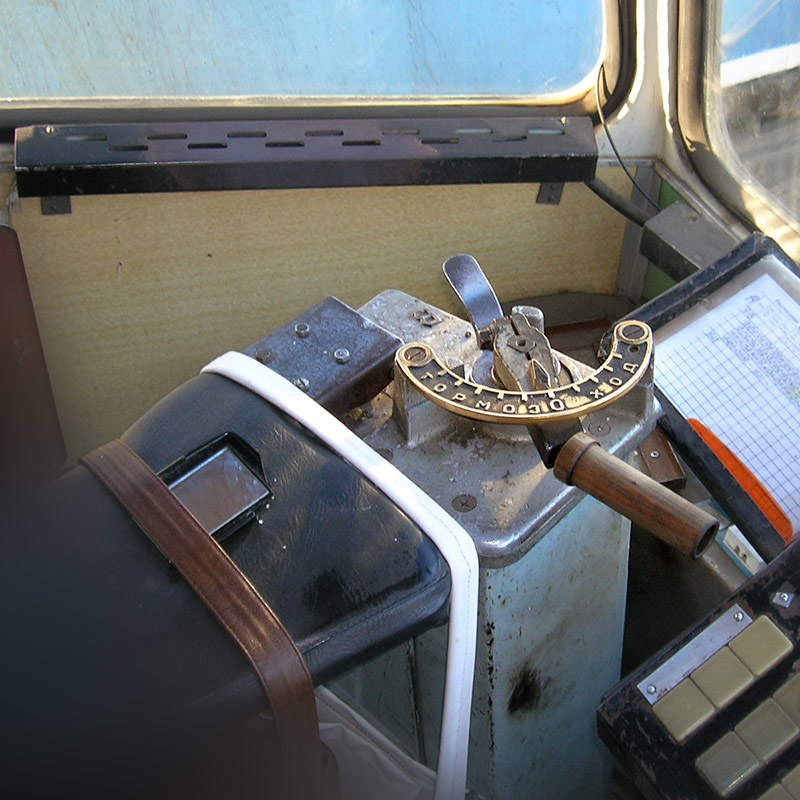
Контроллер трамвая УКВЗ 71-608М

При использовании РКСУ контроллер с низковольтными контактами включен в цепи управления. С помощью контроллера водитель задает программу работы релейного автомата реостатно-контакторной системы управления (трамвай, троллейбус, большинство электровозов) либо непосредственно задаёт состояние силовой цепи (ВЛ10, ВЛ11, ВЛ15, ВЛ82М). Перемещение ручки не требует больших усилий. На трамвайных вагонах производства СССР применялся контроллер КВ-42, имеющий 4 ходовых позиции, 5 тормозных и нулевую, на электровозе ВЛ11М главная рукоятка контроллера имеет 48 позиций, не считая нулевой, тормозная — 4 позиции ослабления поля, нулевую и 25 тормозных. Чем на большей позиции находится контроллер — тем с большим током двигателей, то есть усилием, идёт разгон или торможение.
Контроллер КВ-40, установленный на вагонах метрополитена типа Е всех модификаций, по конструкции и внешнему виду аналогичен КВ-42, но имеет три положения на ход и три на тормоз. В положениях «Ход 1» и «Тормоз 1» происходит только сбор схемы первой позиции тяги или торможения, работа идёт с минимальным током. В положении «Ход 2» под контролем реле ускорения-торможения (РУТ), поддерживающего оптимальный ток, идёт постепенный вывод пуско-тормозного реостата и затем включение шунтов ослабления возбуждения ТЭД, в положении «Ход 3» переключение тяговых двигателей с последовательного соединения на параллельное и снова вывод реостата с включением шунтов. В положении «Тормоз 1А» (второе тормозное) выводится одна ступень реостата, для вывода ещё одной нужно вернуть контроллер в «Тормоз 1» и снова установить в «Тормоз 1А». В положении «Тормоз 2» идёт автоматический вывод реостата под контролем РУТ.
Из положения «Тормоз 1» в нулевое КВ-42 можно вывести только при удержании кнопки-фиксатора на торце рукоятки, что предохраняет от случайного разбора тормозной схемы в ответственный момент. Почти аналогично работает, но имеет иной внешний вид и конструкцию, контроллер вагонов 81-717. Различие в том, что переход на параллельное соединение происходит уже в положении «Ход 2», а в положении «Ход 3» включаются шунты ОВ. Таким образом, разогнать вагон Е или 81-717 можно простой установкой контроллера в положение «Ход 3» с места, остановить установкой в «Тормоз 2». Реле ускорения-торможения обеспечит нормальные усилия тяги и торможения.
Достаточно необычный контроллер машиниста применен на электровозах ЧС200 и ЧС6. На этих машинах управление кнопочное. Машинист переключает позиции промежуточного контроллера нажимая кнопки «+1» и «-1» на пульте управления, а для управления ослабление возбуждения двигателей нажимает кнопку «ШП» («шунтирование поля» — некорректный перевод, в русскоязычной терминологии должно быть «ослабление поля»).

### Контроллеры машиниста отечественных электропоездов
На всех отечественных электропоездах используется система косвенного управления тяговыми двигателями, при которой контроллер машиниста осуществляет переключения в низковольтной цепи управления тяговыми двигателями. Так, на электросекциях серии С применялся контроллер машиниста барабанно-пальцевой конструкции. Данный контроллер типа КВ-6-50Б имел 2 рукоятки - съёмную реверсивную и главную. Реверсивная рукоятка имела 3 положения: нулевое, "Вперёд" и "Назад" (на электросекциях Св реверсивная рукоятка имела 5 положений: два положения "Вперед" - для режимов автоматического и ручного пуска и два положения "Назад" для этих же режимов). Главная рукоятка имела 7 положений: нулевое, 4 рабочих (1—4), а также положения "2-А" и "3-А". В положении "0" тяговые двигатели были обесточены. В положении "1" тяговые двигатели каждого моторного вагона соединялись последовательно и подключались к контактной сети через полностью введенный пусковой реостат. В положении "2" пусковой реостат автоматически выводился из цепи двигателей. В положении "3" обе группы тяговых двигателей каждого моторного вагона включались параллельно друг другу; для ограничения тока в цепь каждой группы вводился пусковой реостат. Далее пусковой реостат снова автоматически выводился из цепи двигателей. В положении "4" на параллельном соединении тяговых двигателей включалось ослабление возбуждения двигателей. Положения "2-А" и "3-А" использовались в режиме ручного пуска для фиксации ступеней пускового реостата. Во время движения машинист должен был держать главную рукоятку контроллера нажатой, в противном случае она поднималась и отключала питание цепей управления, а также выпускала воздух из тормозной магистрали, вызывая остановку поезда.
Начиная с электропоезда ЭР1, на отечественных электропоездах стали применять контроллеры кулачковой конструкции. Контроллер машиниста типа КМР-2А электропоездов ЭР1 и ЭР2 (до №1028) также имел две рукоятки; реверсивная рукоятка также имела 3 положения (нулевое, "Вперёд" и "Назад"). Число позиций главной рукоятки увеличилось с 7 до 8: между нулевым и первым положением добавили маневровое ("М"). При этом маневровое положение было аналогично положению "1" электросекций С, а положение "1" — аналогично положению "2" электросекций С (реостатный пуск двигателей на последовательном соединении). В положении "2" стало осуществляться ослабление возбуждения на последовательном соединении двигателей. Положения "2А", "3А", "3" и "4" функционально не изменились. Начиная с электропоезда ЭР1, контроллер машиниста встроен в пульт управления электропоездом. С 1974 года на электропоездах ЭР2 с №1028 был применён контроллер машиниста типа 1КУ.021, имеющий аналогичные положения рукояток. Его главными отличиями были: наличие кнопки безопасности на главной рукоятке вместо нажимной главной рукоятки и подключение к цепям управления с помощью штепсельного разъёма.
На электропоезде ЭР22 — первом серийном отечественном электропоезде с электродинамическим торможением (ЭДТ) — применялся контроллер машиниста типа КМР-10А-1. В связи с применением на электропоезде ЭДТ главная рукоятка контроллера имела 11 положений: нулевое, 5 ходовых (М, 1—4) и 5 тормозных (Т1—Т5). Как и на электропоездах ЭР1 и ЭР2, в положении "М" тяговые двигатели, соединённые последовательно, подключались к сети с полностью введённым пусковым реостатом, в положении "1" пусковой реостат автоматически выводился из цепи двигателей. В связи с наличием на электропоезде только последовательного соединения двигателей в положениях "2", "3" и "4" осуществлялось ослабление возбуждения двигателей. Из-за применения реостатных контроллеров с электромоторным приводом на контроллере машиниста отсутствовали положения ручного пуска. Положение "Т1" служило для фиксации одной из позиций реостатного контроллера в режиме ЭДТ, положение "Т2" - для ЭДТ с пониженной тормозной силой, положение "Т2" - для ЭДТ с нормальной тормозной силой. В положении "Т4" включались электропневматические тормоза прицепных вагонов, в положении "Т5" - электропневматические тормоза всего поезда, при этом ЭДТ выключалось. Таким образом, контроллер КМР-10А-1 стал первым серийным отечественным контроллером машиниста электропоезда, позволяющим управлять как разгоном поезда, так и электродинамическими и электропневматическими тормозами, не имеющим положений ручного пуска, а также имеющим кнопку безопасности на главной рукоятке вместо нажимной главной рукоятки.

## Электронная система управления
При электронной системе управления (ЭСУ) контроллером также задаётся режим работы силовой цепи, но сигналы обрабатываются не непосредственно аппаратами, а аналоговой или микропроцессорной системой управления. На городском электротранспорте, как правило, при электронной СУ силовая цепь также электронная — тиристорно-импульсная (чешский трамвай Tatra T6B5, сочленённый троллейбус ЗиУ-683), транзисторно-импульсная или частотно-регулируемая с асинхронными двигателями (троллейбус АКСМ-321, трамвай 71-623), на электровозах встречается как электронная СУ реостатно-контактной силовой цепью (электровозы ВЛ10К, ЧС2К, 2ЭС4К, 2ЭС6), так и полностью электронный привод — на электровозах переменного тока с коллекторными двигателями ВЛ80Р, ЭП1, 2ЭС5К, Škoda 70E (серия 263) и других, электровозах постоянного тока Škoda 71E и 69E (серии 163 и 363), всех электровозах с асинхронными двигателями.
В электронных системах управления могут применяться как кулачковые контроллеры дискретного типа, аналогичные старым аппаратам РКСУ, так и энкодеры, отслеживающие положение ручки. Встречаются и более экзотические конструктивные решения контроллеров: педальные с магниторезистивными датчиками, аналогичными датчикам электронной педали акселератора автомобилей (на троллейбусах), тензометрические, реагирующие не на перемещение ручки, а на силу, приложенную к ней (трамваи Bombardier), дискретные, имеющие положения «добавить тягу», «нейтральное», «убавить тягу» (электровозы 2ЭС6 и 2ЭС10), ручки со сложной схемой перемещения, позволяющей выбирать с её помощью различные режимы движения (электровоз ЭП20, высокоскоростные электропоезда).

## Контроллер машиниста тепловоза
На тепловозах контроллером задаются обороты дизеля, от которых напрямую зависит мощность. На маневровых тепловозах (ТЭМ2, ТЭМ7, ЧМЭ3, ТГМ4 и др.) для увеличения маневренности контроллер имеет 8 позиций, на магистральных (2ТЭ116, ТЭП70…) — 15 позиций (15 частот вращения дизеля). Через контроллер в различных комбинациях включаются электромагниты, изменяющие затяжку пружины регулятора дизеля. На тепловозе ТЭ3 контроллер имеет 16 позиций — дизель имеет 8 частот вращения, но на нечётных позициях контроллера мощность тепловоза занижается электропередачей.
На легких тепловозах с гидропередачей, в том числе узкоколейных, как такового контроллера нет. Рукоятка управления соединена непосредственно с регулятором ТНВД дизельного двигателя (как педаль акселератора в автомобилях или ручка подачи топлива в тракторах). Режим работы гидропередачи переключается отдельными органами управления.

## Конструктивные реализации контроллеров
В зависимости от типа машины контроллеры водителя могут иметь различную конструктивную реализацию:
- на трамваях производства СССР использовались исключительно контроллеры с вертикальным расположением главного вала и ручным управлением;
- на трамваях, производимых в Европе с 50-х годов, получил распространение контроллер водителя с педальным управлением;
- на троллейбусах применяется контроллер с педальным управлением.

На локомотивах всегда используется контроллер с ручным управлением, при контактной системе управления — как правило, с вертикальным валом, при электронной — зачастую с небольшой рукояткой, имеющей горизонтальную ось. При небольшом числе фиксированных позиций контроллера ЭСУ положения, как правило, снимаются с помощью контактов (микропереключателей или герконов), при плавном регулировании — с помощью переменного резистора (контроллер КМ-36 электровозов ЭП1М, 2ЭС5К), сельсина (электровозы ВЛ80Р, ВЛ85, ЭП1) или иного датчика, а контакты используются только для контроля нулевого положения и включения режимов тяги или торможения — для надёжности включения и отключения режимов.